# Гипсотермометр

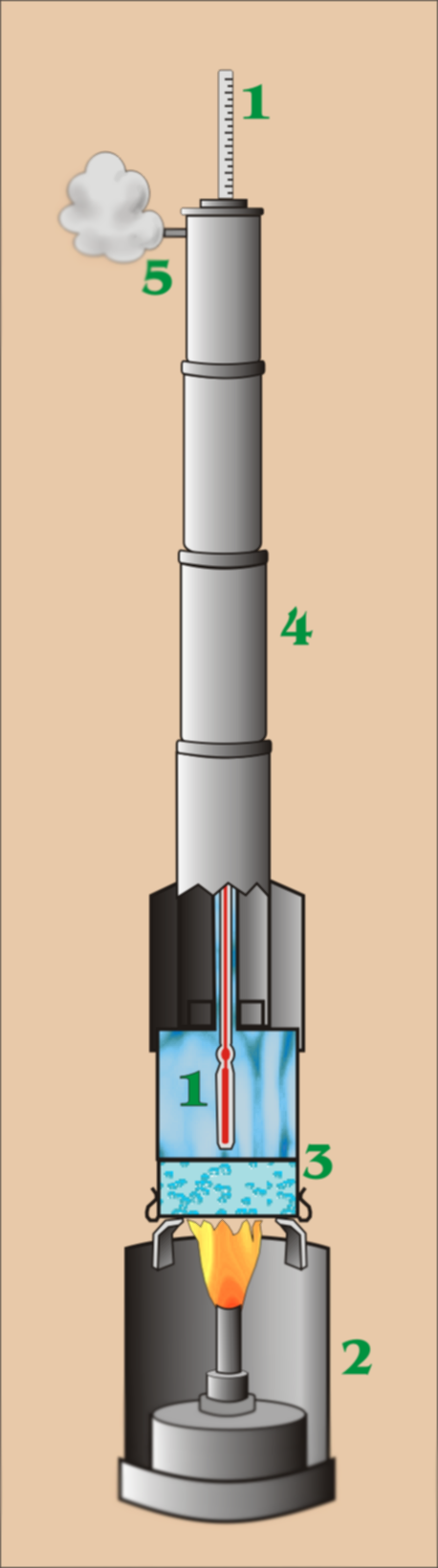
Гипсотермометр

Гипсотермометр (гипсометр, термобарометр, баротермометр) — прибор для измерения атмосферного давления по температуре кипящей жидкости (обычно воды).

## Устройство
Гипсотермометр состоит из специального термометра, который позволяет измерять температуру с точностью 0,01°, а также кипятильника, состоящего из металлического сосуда с дистиллированной водой и раздвижной трубки с двойными стенками. Термометр помещается внутри этой трубки и омывается парами кипящей воды. Как известно, кипение жидкости наступает, когда упругость образующегося в ней пара достигает величины внешнего давления. Когда термометр измерит температуру пара кипящей жидкости, по специальным таблицам находят соответствующую ей величину атмосферного давления.

## Разновидности
Для измерения давления в свободной атмосфере пользуются гипсотермометры без кипятильника, то есть в них кипение происходит без подогрева. В этих приборах применяются жидкости с температурой кипения ниже температуры окружающего воздуха: фреон, сероуглерод и другие. Такие гипсотермометры обычно состоят из сосуда Дьюара с жидкостью и миниатюрного термометра сопротивления.

## Преимущества
Гипсотермометр имеет ряд преимуществ перед барометром-анероидом: он застрахован от ошибок, обусловленных упругими свойствами мембранной коробки, а также от влияния температуры; в нём нет механических передач. Однако вследствие сложности измерения гипсотермометр используют в радиозондах и экспедиционных условиях только в случаях, когда анероиды не могут обеспечить необходимой точности.